# Goose house Phrase ＃12 LOVE & LIFE
『Goose house Phrase #12 LOVE & LIFE』（グースハウス フレーズ トゥエルブ ラブアンドライフ）は、Goose houseの3rdシングル。2015年12月9日にgr8!recordsより発売された。

## 概要
前作『Goose house Phrase #09 光るなら』以来約1年ぶりとなるシングルで、「Goose house Live Tour 〜だって座れるんだもん〜 2015」ツアー中に発売された。
初回生産限定盤と通常盤の2形態で発売され、初回生産限定盤には「LOVE & LIFE」のミュージック・ビデオが収録されたDVDが付属する。
2015年12月21日付のオリコン週間シングルランキングで初登場13位を獲得。

## 収録曲
- 各曲作詞作曲: Goose house

CD
1. LOVE & LIFE (5:04)
アコースティック調の楽曲。工藤秀平によると、曲のテーマは「テーブルを囲もう」で、「大切な人と過ごす時間や自分が好きだと想う人と笑い合う時間を、僕らは当たり前だと思ってしまう。でももしかしたらこの国が平和だからこういう時間があるのではないか？そんなことを考えながら、僕らなりにずっと続いていく平和を願いながら作った」と語っている[3]。
シングルのリリースに先駆け、2015年11月16日に放送された文化放送『レコメン!』で初放送された[4]。
2. NonStop! Journey (4:31)
軽快な印象を持ったロックチューン。
タイトルの通り「旅立ち」をテーマにした楽曲であり、冬のリリースにそぐわないということから表題曲から外された[3]。
アルバムには未収録。
3. LOVE & LIFE -instrumental- (4:15)
4. NonStop! Journey -instrumental- (4:27)

DVD
- LOVE & LIFE Music Video